# Diecezja Danlí
Diecezja Danlí – diecezja rzymskokatolicka w Hondurasie. Powstała w 2017. Pierwszym jej biskupem został José Antonio Canales Motiño.

## Biskupi diecezjalni
- José Antonio Canales Motiño (od 2017)